# Theoderade
Theoderade (circa 868 - na 903) was van 888 tot 898 koningin-gemalin van West-Francië.

## Levensloop
Volgens de Europäische Stammtafeln werd Theoderade rond 868 geboren als dochter van graaf Aleraan van Troyes. Historicus Christian Settipani wees er echter op dat er geen bewijzen bestaan voor deze theorie, waardoor er weinig zekerheden zijn over haar afkomst.
Ze was ongeveer zestien jaar toen ze in 884 huwde met graaf Odo van Parijs (852-898), die haar en hun gezamenlijke kinderen wegens zijn militaire activiteiten tegen de Normandische invallen in West-Francië vaak alleen in Parijs achterliet, ook toen de stad belegerd werd.
Enkele jaren na de bruiloft werd Odo van Parijs in februari 888 tot koning van West-Francië gekroond, aangezien de werkelijke troonopvolger Karel de Eenvoudige, tegen wiens moeder Adelheid van Parijs een proces wegens echtbreuk liep, werd overgeslagen. Pas na de dood van Odo in 898 zou Karel koning van West-Francië worden, waarna Theoderade en haar kinderen van het Franse hof werden verbannen. Ze ging nadien een tweede huwelijk aan met Otto, een edelman uit Lotharingen. Theoderade stierf na het jaar 903, vrijwel volledig vergeten door haar tijdgenoten. 

## Nakomelingen
Theoderade en haar eerste echtgenoot Odo van Parijs kregen drie kinderen:
- Gwijde, wordt vermeld in het Chartre de Redon; zijn bestaan wordt echter betwijfeld.
- Rudolf (882 - stierf omstreeks 898), koning van Aquitanië
- Arnulf (885 - 898)